# Theodoro Valcárcel
Theodoro Valcárcel Caballero (Puno, 19 de octubre de 1902-Lima, 20 de marzo de 1942). Está considerado entre los compositores peruanos musicales más prominentes del siglo XX.

## Biografía
Fue hijo de Theodoro Valcárcel y de Asunción Caballero. Habiendo concluido su educación primaria en el Colegio Nacional San Carlos en su ciudad natal, se trasladó a la ciudad de Arequipa, donde inició sus estudios de Piano con Luis Duncker Lavalle; pasó luego a Lima en 1913 viajando posteriormente para estudiar música en Milán, Italia. Visitó también Barcelona en 1916, de retorno hacia Sudamérica estuvo por corto tiempo en La Paz, regresó a Puno, visitó el Cuzco y nuevamente Arequipa, antes de establecerse en Lima. Conquistó los aplausos con el estreno de una composición coreográfica titulada "Sacsayhuamán" en 1928, ese mismo año triunfó en gran escala en la Fiesta de Amancaes. Enviado por el gobierno de Augusto B. Leguía en 1929, representó al Perú en la Exposición Iberoamericana de Sevilla y en los festivales sinfónicos organizados en Barcelona con motivo de una exposición internacional.
En ambas oportunidades fue aplaudida su obra "Suite Incaica"; y la crítica acogería luego favorablemente los recitales que ofreciera en París, Londres, Berlín y otras ciudades europeas. Retornó al Perú en 1931 y fue nombrado jefe de la sección de Bellas Artes que pertenecía al ministerio de educación pública y luego en 1939 del Instituto de Arte Peruano creado en el Museo Nacional. Su principal composición es el ballet "Suray Surita", del cual publicó en París de ese mismo año, una selección de doce danzas inspiradas en el folklore indígena y en las cuales lograría una personal elaboración de la temática pentafónica. Dejó inéditas aproximadamente cuarenta y cuatro obras, ejecutadas con aplauso sonoro por la Orquesta de la Sinfónica Nacional del Perú.

## Obras musicales
- "Q'achampa"
- "Suray Surita"
- "Danza del Hechicero"
- "Ritual y Danzas"
- "La Sonata India"
- "In senso di fioritura"

### ESTAMPAS DEL BALLET SURAY SURITA
- Bailan los llameros
- Ritual i danza
- Danza imperial
- Granizada
- El cortejo nupcial
- Danza del Hechicero
- Los balseros
- H'arawi de amor
- Canto de cosecha
- Ayarache
- Las tejederas
- Encantadores montañeses

### 31 CANTOS DEL ALMA VERNÁCULA
- K’usiy kuna
- Sonqo loulo
- Hanac kama
- Selui´j pampa
- Q’ori kenti uj
- Miski ruru
- Urpicha yau
- Sankayo-ta
- Haylli taki
- Tarukita
- Allqamari kanki
- Tikata tarpuy niykichu
- La vicuñita
- Imana p’uncha
- Wakayniy
- Puhllay
- Suray surita
- H’acuchu?
- W’ay
- Apu kuyapayac
- Alau iguyeco
- Yraka kûya-wi
- Tristes ecos
- Condorcitoy
- Amyan Tutta
- Tungu tungu
- De las cordilleras
- Yumkapi waqay urpicha
- Kantuka kamtati ururi
- Tuku
- Chililin uth’aja

- Datos: Q507005